# Eindhoven Kemphanen

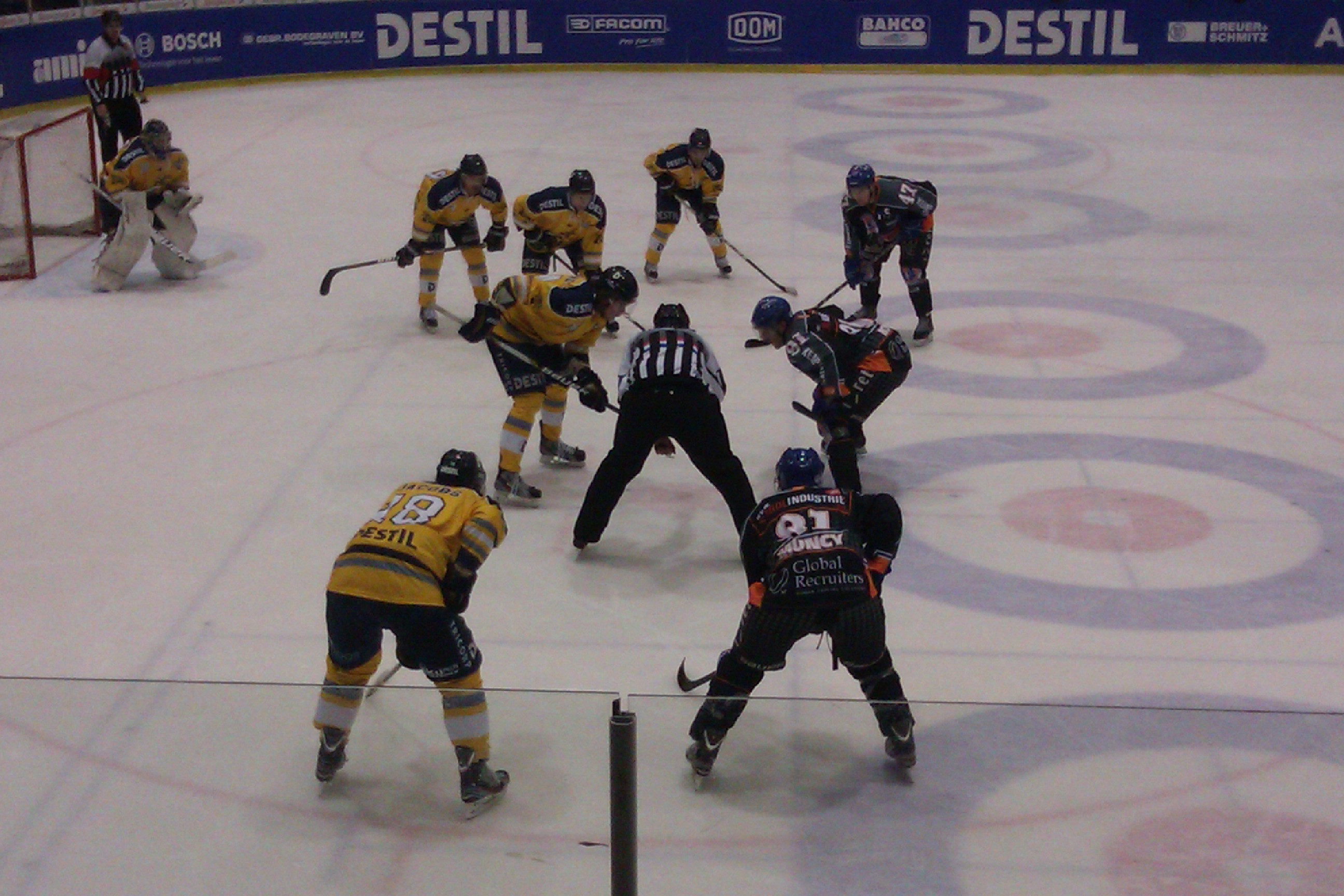
Face-Off tijdens de bekerfinale 2013 met o.a. Sean Muncy

Eindhoven Kemphanen is een ijshockeyclub uit Eindhoven. Kemphanen, waarvan de clubkleuren oranje en blauw zijn, speelde in de hoogste ijshockeycompetitie van Nederland, de BeNeLeague ijshockey. In januari 2013 waren de Eindhoven Kemphanen verliezend bekerfinalist. De finale, die in Tilburg werd gespeeld, ging nipt met 3-5 verloren van de Tilburg Trappers.
Eindhoven Kemphanen was sinds seizoen 2008-2009 tot en met 2017-2018 weer actief op het hoogste niveau, eerst in de Eredivisie en later in de BeNe-league. 
De amateurtak, IJshockey Vereniging Eindhoven Kemphanen speelt met haar vaandelteam in de Eredivisie en was kampioen in seizoen 2018-2019. 
De ijshockeyschool valt ook onder deze amateurtak. Sinds de dreigende sluiting van de ijsbaan in 2015 maakt de vereniging een opmerkelijke ledengroei door van meer dan 20% in 2018 t.o.v. een jaar eerder.
Tussen 1998 en 2008 heette de club 'Eindhoven IJsbrekers'. De huidige naam verwijst onder anderen naar de Kempen streek waar Eindhoven gelegen is en naar de figuurlijke verwijzing van het woord Kemphaan, wat doorgaans vechterbaas betekend. In 2020 vierde de vereniging haar 50-jarig bestaan.